# Thelypteris multilineata
Thelypteris multilineata là một loài thực vật có mạch trong họ Thelypteridaceae. Loài này được (Wall. ex Hook.) C.V. Morton miêu tả khoa học đầu tiên năm 1959.